# Dhamâr (musique)
 (mars 2025).
Si vous disposez d'ouvrages ou d'articles de référence ou si vous connaissez des sites web de qualité traitant du thème abordé ici, merci de compléter l'article en donnant les références utiles à sa vérifiabilité et en les liant à la section « Notes et références ».
Le dhamâr est une forme rythmée du style dhrupad chanté dans le rythme dhamâr à 14 temps. Il est réservé à la deuxième parte des concerts.
Le thème des poèmes des dhamârs est presque toujours les amours du dieu Krishna et des gopis, bergères de la forêt de Vraja, ainsi que les fêtes du printemps.